# Brachen
Brachen Dzong, Chinees: Baqên Xian is een arrondissement in de prefectuur Nagchu in de Tibetaanse Autonome Regio, China. Het ligt in het noordoosten van Tibet aan de grens met Qinghai op 573 km van Lhasa. Door Brachen loopt de nationale weg G317.

## Geografie en klimaat
Het heeft een oppervlakte van 10.326 km². De gemiddelde hoogte is 4100 meter. De gemiddelde jaarlijkse temperatuur is -2 °C, met gemiddeld in januari -12 °C en in juli 10 °C. Jaarlijks valt er gemiddeld tussen de 500 en 600 mm neerslag.

## Etnische verdeling van de bevolking
Bij de volkstelling van 2000 werden 35.895 inwoners geteld die als volgt etnisch waren verdeeld:
| Etnische groep | inwoners | aandeel |
| -------------- | -------- | ------- |
| Tibetanen      | 35.691   | 99,43%  |
| Han            | 174      | 0,48%   |
| Bai            | 11       | 0,03%   |
| Overig         | 19       | 0,05%   |

## Economie
De veeteelt, vooral begrazing, is de belangrijkste economische tak van Brachen, waarbij onder meer muskus wordt geproduceerd. Verder worden er kruiden en paddenstoelen gewonnen die in de traditionele Tibetaanse geneeskunde worden gebruikt, waaronder een bepaald type van de keizerkroon en de Chinese rupsenzwam.